# 57. п. н. е.

## Догађаји
- 4. август – Цицеронов повратак у Рим.
- Белги склапају савезе против Римљана